# The Peel Sessions (The Cure)
The Peel Sessions è un EP dei The Cure, pubblicato nel 1988. Contiene una sessione di registrazione effettuata dalla band il 4 dicembre 1978 per il programma radiofonico di John Peel su BBC Radio 1. La sessione andò in onda l'11 dicembre 1978.
L'EP raggiunse la settima posizione nella UK Independent Singles Chart britannica.

## Tracce
- Tutti i brani sono opera di Robert Smith, Lol Tolhurst & Michael Dempsey.

1. Killing an Arab – 2:31
2. 10:15 Saturday Night – 3:48
3. Fire in Cairo – 3:20
4. Boys Don't Cry – 2:47